# W. S. Gilbert

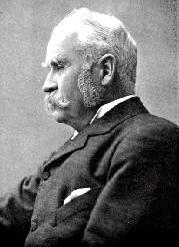

William Schwenck Gilbert, Kt. (18 de novembro de 1836, Londres - 29 de maio de 1911, Londres) foi um dramaturgo, poeta, libretista e ilustrador do Reino Unido, mais conhecido por sua colaboração com o compositor Arthur Sullivan, que produziu quatorze óperas cômicas. Os mais famosos deles incluem HMS Pinafore, The Pirates of Penzance e uma das obras mais executadas na história do teatro musical, The Mikado. A popularidade dessas obras foi sustentada por mais de um século por apresentações durante todo o ano, na Grã-Bretanha e no exterior, pela companhia de repertório que Gilbert, Sullivan e seu produtor Richard D'Oyly Carte fundaram, a D'Oyly Carte Opera Company. Essas óperas do Savoy ainda são frequentemente apresentadas no mundo de língua inglesa e além.
A produção criativa de Gilbert incluiu mais de 75 peças e libretos e vários contos, poemas e letras, tanto cômicas quanto sérias. Após breves carreiras como escrivão do governo e advogado, Gilbert começou a se concentrar, na década de 1860, em escrever versos leves, incluindo Bab Ballads, contos, críticas de teatro e ilustrações, muitas vezes para a revista Fun. Ele também começou a escrever burlescos e suas primeiras peças cômicas, desenvolvendo um estilo absurdo e invertido que mais tarde seria conhecido como seu estilo "às avessas". Ele também desenvolveu um método realista de direção de palco e uma reputação de diretor de teatro estrito. Na década de 1870, Gilbert escreveu 40 peças e libretos, incluindo seu German Reed Entertainments, várias "comédias de fadas" em branco, algumas peças sérias e suas cinco primeiras colaborações com Sullivan: Thespis, Trial by Jury, The Sorcerer, HMS Pinafore e The Pirates of Penzance. Na década de 1880, Gilbert se concentrou nas óperas de Savoy, incluindo Patience, Iolanthe, The Mikado, The Yeomen of the Guard e The Gondoliers.
Em 1890, após essa longa e lucrativa parceria criativa, Gilbert brigou com Sullivan e Carte por causa das despesas no Savoy Theatre; a disputa é conhecida como "querela do tapete". Gilbert ganhou a ação judicial que se seguiu, mas a discussão causou mágoa entre os sócios. Embora Gilbert e Sullivan tenham sido persuadidos a colaborar nas duas últimas óperas, eles não tiveram tanto sucesso quanto as anteriores. Anos depois, Gilbert escreveu várias peças e algumas óperas com outros colaboradores. Ele se aposentou, com sua esposa Lucy e sua pupila, Nancy McIntosh, para uma propriedade rural, Grim's Dyke. Ele foi nomeado cavaleiro em 1907. Gilbert morreu de um ataque cardíaco ao tentar resgatar uma jovem a quem ele estava dando uma aula de natação no lago em sua casa.
As peças de Gilbert inspiraram outros dramaturgos, incluindo Oscar Wilde e George Bernard Shaw, e suas óperas cômicas com Sullivan inspiraram o desenvolvimento posterior do teatro musical americano, influenciando especialmente libretistas e letristas da Broadway. De acordo com The Cambridge History of English and American Literature, a "facilidade lírica de Gilbert e seu domínio da métrica elevou a qualidade poética da ópera cômica a uma posição que nunca havia alcançado antes e não alcançou desde então".